# El mismo sol
«El mismo sol» es un sencillo del cantante hispanoalemán Álvaro Soler publicado el 2 de abril de 2015. El sencillo es el primer sencillo de su álbum debut Eterno agosto, que vio la luz el 16 de junio de 2015. Ha sido un éxito en las radios italianas, escalando en pocas semanas al top #1 de canciones más escuchadas. Tras cuatro semanas en el #1 de las listas de ventas, y otras cuatro en el #2, se convirtió en triple disco de platino y se proclamó ganador del Coca Cola Summer Festival compitiendo con artistas consagrados como Nek, Elisa o The Kolors. 
Poco a poco el fenómeno se fue extendiendo y acabó siendo un éxito de verano por toda Europa.
En un intento por conquistar también el mercado americano, se ha grabado una nueva versión con la cantante Jennifer Lopez que sería estrenada el 10 de agosto. Existen dos versiones de la colaboración con Jennifer Lopez, una en español y otra en spanglish retitulada El mismo sol (Under the Same Sun).

## El sencillo
La canción fue grabada en Berlín y publicada en el canal de YouTube del cantante. Se convirtió en un fenómeno viral y la discográfica Universal Music lo publicó en iTunes y  Amazon  oficialmente el 8 de mayo de 2015, entrando en prácticamente todas las listas de iTunes europeas. La canción trata de crear unidad entre los pueblos del mundo, en nombre del amor y la alegría.

## Videoclip
El vídeo de la canción fue publicado el 24 de abril de 2015 en YouTube a través del canal Vevo del cantante y tiene más de 65 millones de reproducciones. En él se muestra la intención de hacer un viaje con una mochila, en busca de personas, ciudades y paisajes por descubrir. El videoclip fue grabado en distintas localizaciones de Andalucía como Frigiliana, Málaga, Guadix, Marchal (Granada),Beas de Guadix (Granada) y el Desierto de Tabernas.

## Listas de ventas
| País         | Lista                 | Posición más alta | Semanas en lista |
| ------------ | --------------------- | ----------------- | ---------------- |
| Italia       | FIMI                  | 1                 | 25               |
| Suiza        | Schweizer Hitparade   | 1                 | 20               |
| Polonia      | Polish Airplay Top 20 | 1                 |                  |
| España       | Promusicae            | 3                 | 33               |
| Austria      | Ö3 Austria Top 40     | 6                 | 17               |
| Bélgica      | Ultratop 50 (Flandes) | 8                 | 16               |
| Bélgica      | Ultratop 50 (Valonia) | 9                 | 12               |
| Países Bajos | Dutch Top 40          | 16                | 15               |
| Alemania     | Media Control Charts  | 20                | 18               |
| Eslovaquia   | Rádio Top 100         | 27                |                  |
| Francia      | SNEP                  | 31                | 23               |

| País            | Lista  | Posición más alta |
| --------------- | ------ | ----------------- |
| Europa          | iTunes | 16                |
| Italia          | iTunes | 1                 |
| Suiza           | iTunes | 1                 |
| Bulgaria        | iTunes | 1                 |
| Polonia         | iTunes | 1                 |
| Armenia         | iTunes | 1                 |
| Países Bajos    | iTunes | 2                 |
| España          | iTunes | 2                 |
| Finlandia       | iTunes | 2                 |
| Eslovenia       | iTunes | 3                 |
| Kazajistán      | iTunes | 4                 |
| Austria         | iTunes | 5                 |
| Bélgica         | iTunes | 5                 |
| Rumanía         | iTunes | 5                 |
| Letonia         | iTunes | 5                 |
| Luxemburgo      | iTunes | 7                 |
| Uzbekistán      | iTunes | 8                 |
| Eslovaquia      | iTunes | 9                 |
| Belice          | iTunes | 11                |
| Alemania        | iTunes | 13                |
| Hungría         | iTunes | 16                |
| Barbados        | iTunes | 27                |
| Francia         | iTunes | 35                |
| República Checa | iTunes | 35                |
| Chile           | iTunes | 41                |
| Bielorrusia     | iTunes | 42                |
| Suecia          | iTunes | 54                |
| Dinamarca       | iTunes | 65                |
| Grecia          | iTunes | 68                |
| Ucrania         | iTunes | 42                |
| Mauricio        | iTunes | 65                |
| Portugal        | iTunes | 78                |
| Lituania        | iTunes | 79                |
| Rusia           | iTunes | 101               |
| Estonia         | iTunes | 132               |
| Chipre          | iTunes | 193               |